# Roberto Lückert León
Roberto Lückert León (Maracaibo, 9 de dezembro de 1939 – 16 de junho de 2024) foi clérigo católico venezuelano e arcebispo emérito de Coro.

## Biografia
Roberto Lückert León nasceu em Maracaibo, Zulia, num lar com religiões mistas: seu pai Walter Lückert, imigrante alemão, era luterano, e sua mãe Cármen Alicia León, atriz de Trujillo, era católica.
Iniciou seus estudos no Colégio Nuestra Señora del Pilar e no Colégio Sucre. Os cursos primário e secundário fez no Colégio Gonzaga, dos Padres Jesuítas, em Maracaibo. Aos 18 anos, ingresso no seminário menor da Arquidiocese de Maracaibo e, no ano seguinte, no Seminário Interdiocesano Santa Rosa de Lima, em Caracas, onde estudo filosofia e teologia.
Foi ordenado presbítero para a Arquidiocese de Maracaibo em 14 de agosto de 1966, e, posteriormente, em 1972, fundou a Paróquia São João Batista e foi nomeado reitor e pároco de Nossa Senhora de Chiquinquirá e São João de Deus, até 1978, ano em que o arcebispo Domingo Roa Pérez designou-o vigário-geral e diretor do Diário La Columna. Em 1980, retornou como pároco da Basílica, mantendo os cargos anteriores.
O Papa João Paulo II o nomeou bispo de Cabimas em 27 de abril de 1985. Sua sagração episcopal se deu em 29 de junho do mesmo ano pelo arcebispo de Maracaibo, Domingo Roa Pérez. Os co-consagradores foram o bispo de Cumaná, Mariano José Parra León, e Baltazar Enrique Porras Cardozo, bispo-auxiliar de Mérida.
Foi nomeado bispo de Coro em 21 de julho de 1993, e foi apresentado ao cargo em 2 de outubro do mesmo ano. Em 1996, foi eleito presidente do Departamento de Liturgia e da Comissão de Música e Arte Sacras e Bens Patrimoniais da Conferência Episcopal Venezuelana.
Com a elevação da diocese de Coro a arcebispado, em 23 de novembro de 1998, Roberto Lückert León foi nomeado seu primeiro arcebispo, consagrado na Catedral de Sant'Ana em 20 de fevereiro de 1999.
Em 25 de junho de 2010, por ocasião de suas bodas de prata episcopais, recebeu o título de Filho Ilustre de Zulia do governo deste estado. Em 31 de julho de 2012, tornou-se epônimo da Avenida Los Haticos, em Maracaibo, assim como de um bairro em Cabimas.
De 18 de fevereiro de 2014 a 14 de agosto de 2016, foi administrador apostólico de Punto Fijo. Assumiu aquela diocese por afastamento de seu ordinário, Juan María Leonardi Villasmil, que se encontrava enfermo e faleceria meses depois, entregando ao seu sucessor, Carlos Alfredo Cabezas Mendonza. Ele também foi vice-presidente da Conferência Episcopal da Venezuela.
O Papa Francisco aceitou sua renúncia relacionada à idade em 25 de outubro de 2016, substituído por Mariano José Parra Sandoval, também oriundo de Zulia.
Morreu em 16 de junho de 2024 em Maracaibo.